# 三宮恵利子
三宮 恵利子（さんみや えりこ、1974年9月19日 - ）は、スケートコメンテーター、ローカルタレント、元スピードスケート選手。トヨタ自動車所属。

## 略歴
- 北海道釧路市出身。中学時代に全国優勝を果たし、北海道釧路星園高等学校を経て富士急行入り。
- 1998年・長野、2002年・ソルトレークシティと、2度の冬季オリンピックに出場。その間、1000mでの日本記録樹立、世界スプリントで総合2位を記録するなど、日本女子短距離界を代表する活躍を見せた。ライバルの1人でもあった岡崎朋美は、高校～社会人を通じて先輩にあたる。
- ソルトレーク冬季五輪の後に引退。その後はスケート教室の講師をはじめ、テレビ出演や講演などのイベント活動もこなす。
- 2002年2月から、ネッツトヨタ（札幌＆釧路）イメージキャラクター兼ナビゲーターを兼務し、ヴィッツレースにデビュー。以降レーシングドライバーとしての活動も始めた。
- 2007年3月22日に元スノーボード選手長岡英明と結婚[1]、夫の故郷の軽井沢に移住[2]。2女の母である[2]。

## 主な成績
- 1998.2 長野五輪　500m 11位、1000m 8位入賞
- 2002.2 ソルトレーク五輪　500m 11位、1000m 17位

### その他
- 2002年10月21日 内村プロデュースにスピードスケートコーチとして出演